# Gołaszyn (Nowe Miasteczko)
Gołaszyn (deutsch: Lindau) ist ein Dorf in der Stadt- und Landgemeinde Nowe Miasteczko im Powiat Nowosolski der Woiwodschaft Lebus in Polen.

## Sehenswürdigkeiten
- Die römisch-katholische Filialkirche St. Martin (Kościół filialny św. Marcina) wurde als gotische Saalkirche im 14. Jahrhundert aus Feldstein errichtet und im 16. Jahrhundert umgebaut. Holzdecke mit Malereien, barocker Hauptaltar.[1]
- Zaun mit Tor, aus dem 16. Jahrhundert
- Wirtschaftsensemble aus dem 16. Jahrhundert in der ul. Gołaszyn 12
- Aus dem 18. und 19. Jahrhundert: zwei Wohnhäuser, ein Wohn- und Wirtschaftsgebäude, ein Kuhstall, ein Schweinestall, und eine Scheune
- altes Steinkreuz unbekannten Alters, vielleicht spätmittelalterlich

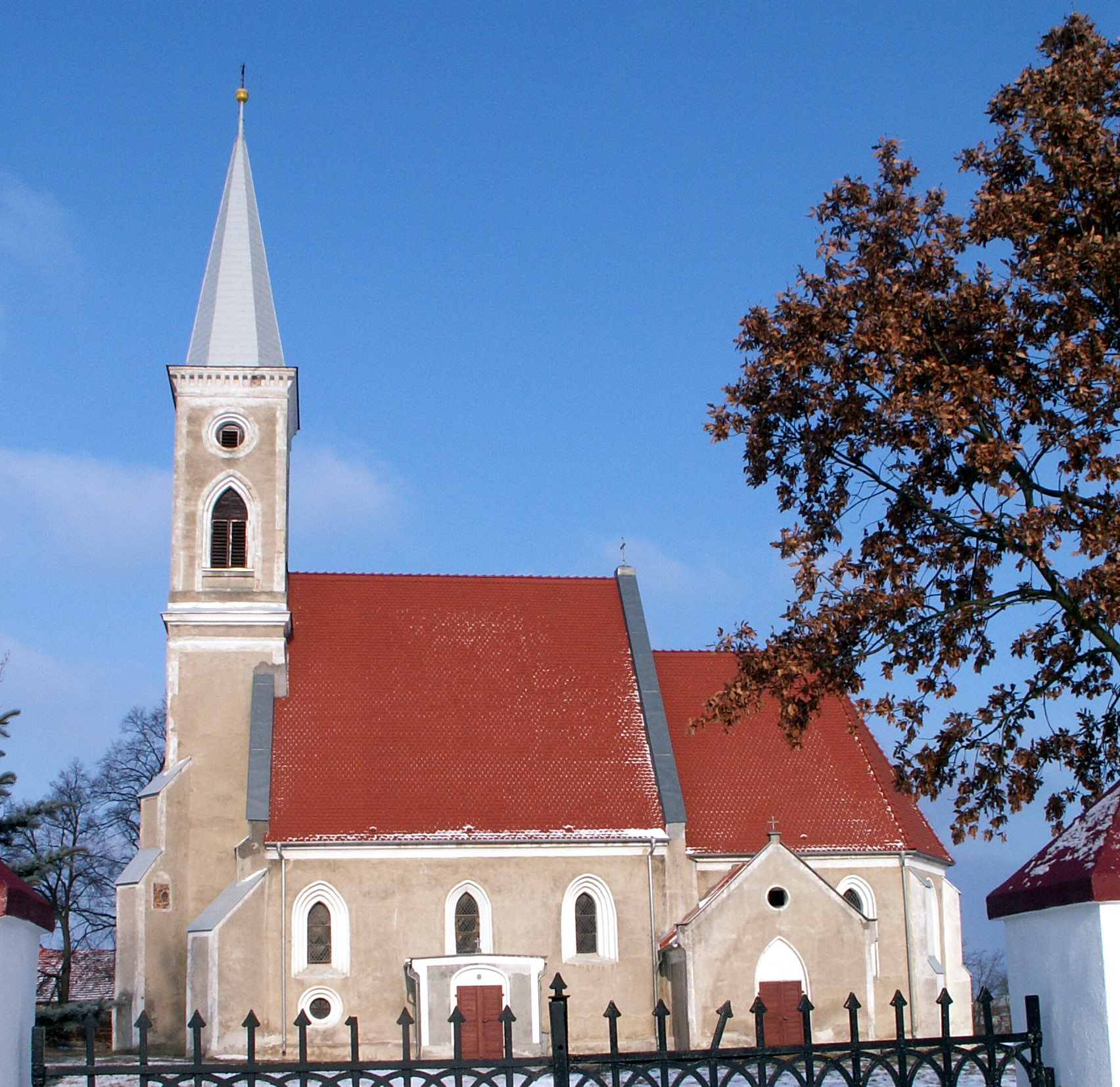
Kirche St. Martin
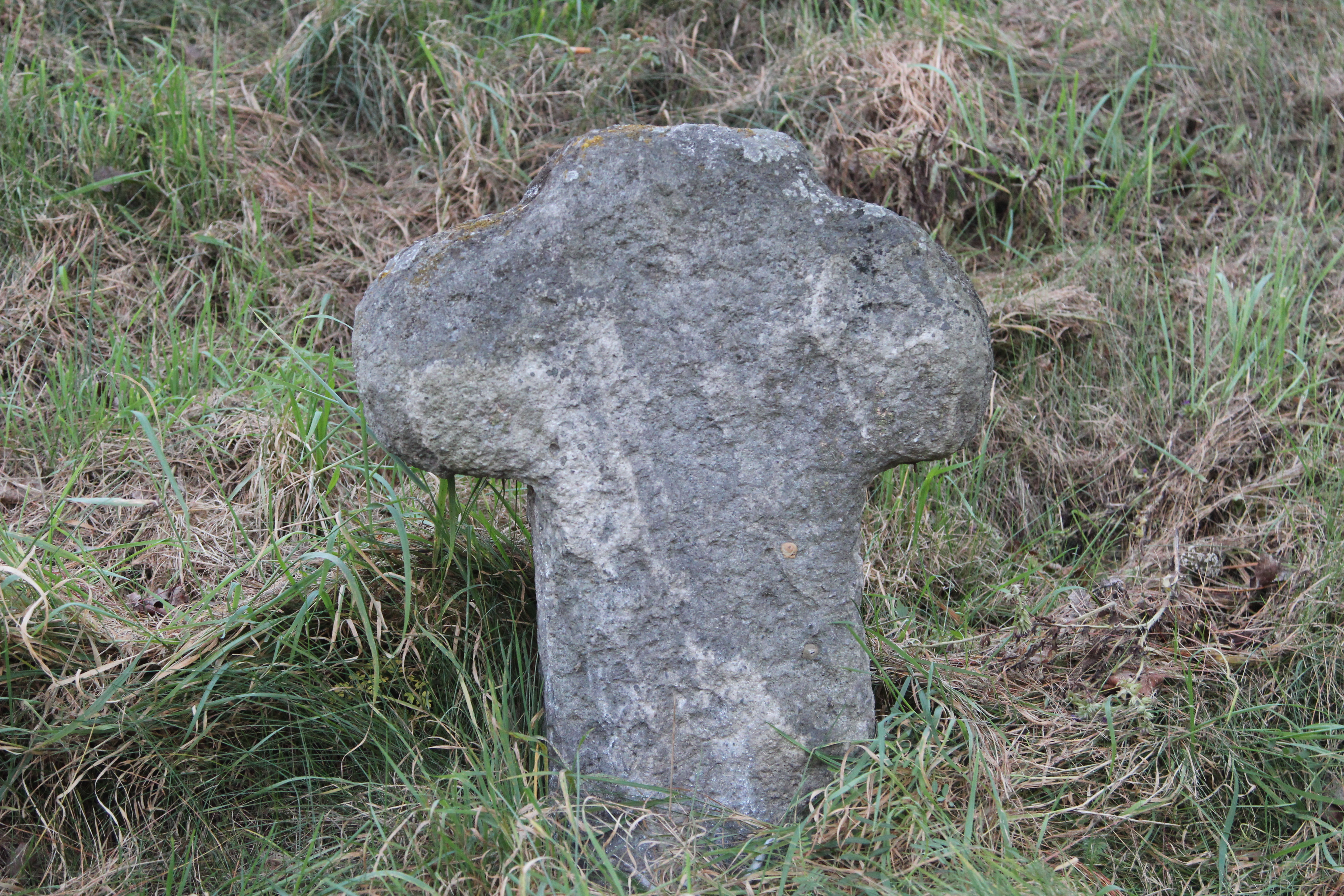
Steinkreuz